# Винтон (Тексас)
Винтон (енгл. Vinton) град је у америчкој савезној држави Тексас.

## Демографија
По попису из 2010. године број становника је 1.971, што је 79 (4,2%) становника више него 2000. године.
| Група             | 2000.         | 2010.         |
| Белци             | 108 (5,7%)    | 99 (5,0%)     |
| Афроамериканци    | 19 (1,0%)     | 12 (0,6%)     |
| Азијати           | 2 (0,1%)      | 2 (0,1%)      |
| Хиспаноамериканци | 1.771 (93,6%) | 1.861 (94,4%) |
| Укупно            | 1.892         | 1.971         |